# 蓬門今始為君開
《蓬門今始為君開》（英語：The Quiet Man）是一部1952年的美國浪漫喜劇／劇情電影，由尊·福執導，尊·榮及慕蓮·奧哈娜主演。
電影描述一名因不幸在拳賽中殺了對手而退隱到故鄉愛爾蘭的拳手，在途中愛上了一名女子並與她結婚，卻因不肯為她討回應有的嫁妝，而被她視作懦夫的故事。

## 外部連結
- 互联网电影数据库（IMDb）上《蓬門今始為君開》的资料（英文）
- TCM电影资料库上《蓬門今始為君開》的资料（英文）
- AllMovie上《蓬門今始為君開》的资料（英文）
- 爛番茄上《蓬門今始為君開》的資料（英文）
- Dowling, William C., 尊·福的喜劇電影：在《蓬門今始為君開》中的愛爾蘭